# Serenity (banda)
Serenity é uma banda de power metal originária da Áustria. Formada em 2001, o grupo também possui influências de metal progressivo e metal sinfônico.

## História
Serenity foi fundada em Tyrol, Áustria, em janeiro de  2001. A banda recebeu boas críticas  pela sua primeira demo "Starseed V.R." Entre os anos de 2003 e 2004 três membros originais deixaram o grupo, sendo logo substituídos por novos integrantes em março de 2004.
A seguinte demo da banda, Engraved Within, foi lançada em abril de  2005 recebendo criticas de revistas renomadas de rock, como a Metal Hammer. 
O primeiro CD da banda, Words Untold and Dreams Unlived, foi lançado na Europa em 27 de abril de 2007, e em 8 de maio nos EUA e no Canada pela Napalm Records. 
A banda saiu em turnê do disco abrindo shows de Morgana Lefay, Threshold, e mais tarde do Kamelot. 
O segundo álbum da banda, Fallen Sanctuary, foi produzido entre dezembro de 2007 e abril de 2008, sendo lançado em 29 de agosto de 2008 na Europa, e em 9 de setembro nos EUA. O CD contém o primeiro vídeo clipe da banda "Velatum”, dirigido por Robert Geir. [carece de fontes?]
Em 2011 é lançado o terceiro álbum do grupo pela Napalm Records: Death & Legacy.

### Membros
- Georg Neuhauser - vocal (2004-presente)
- Thomas Buchberger - guitarra (2004-presente)
- Mario Hirzinger - teclados (2001-presente)
- Andreas Schipflinger - bateria (2004-presente)
- Simon Holzknecht - baixo (2004-presente)
- Martyn Miller - flauta (2007-presente)

### Ex membros
- Matthias Anker - guitarra (2001-2003)
- Stefan Schipflinger - guitarra (2001-2004)
- Stefan Wanker - baixo (2001-2004)

## Discografia

### Albums de estúdio
- Words Untold & Dreams Unlived (2007)
- Fallen Sanctuary (2008)
- Death & Legacy (2011)
- War Of Ages (2013)
- Codex Atlanticus (2016)
- Lionheart (2017)

### Demos
- Starseed V.R. (2002)
- Engraved Within (2005)

### Videos
- "Velatum" (2008) https://web.archive.org/web/20090619015320/http://video.metalz.info/power-metal/serenity-velatum/